# Пінська різанина

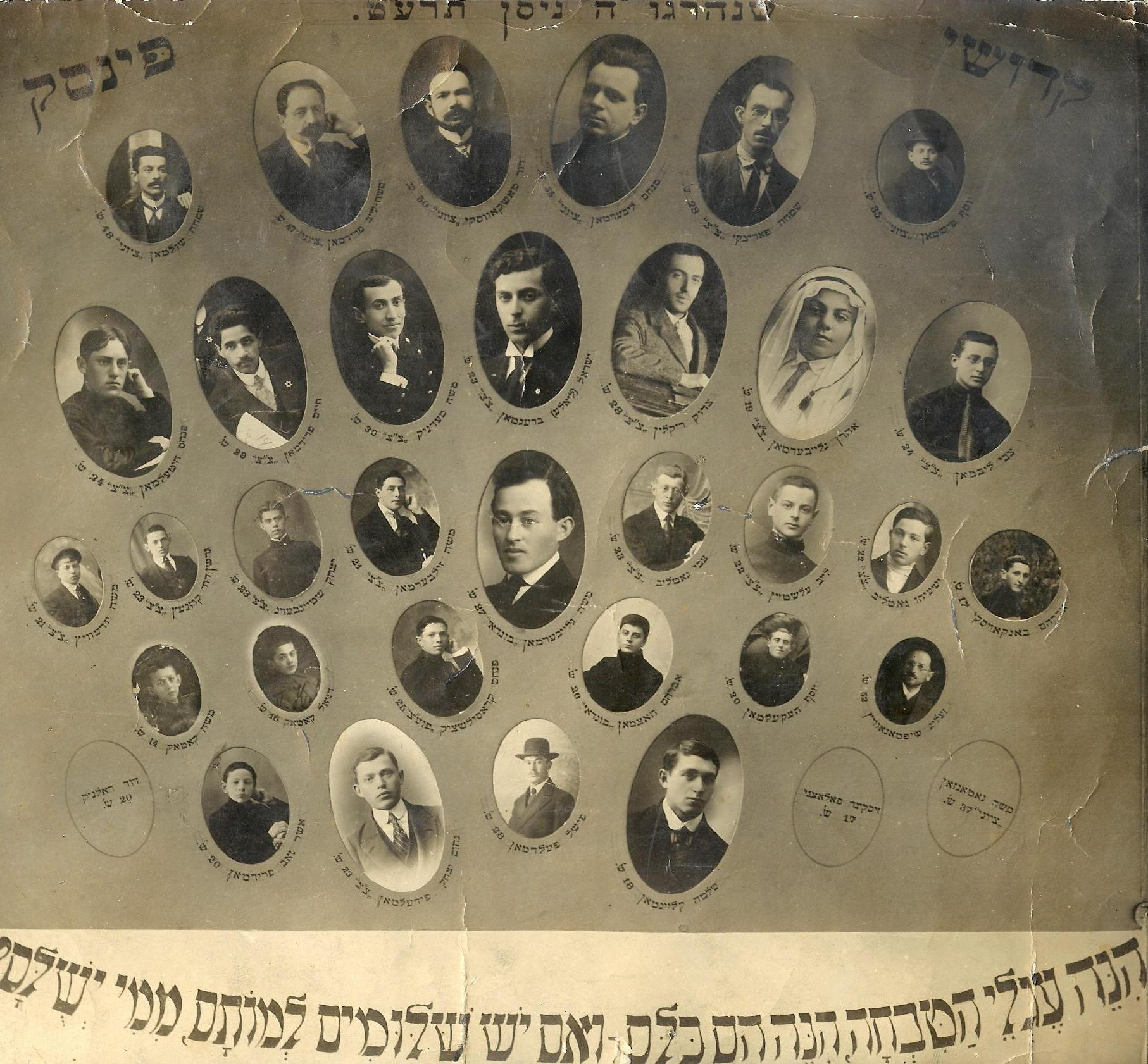
Фотографії жертв Пінської різанини

Пінська різанина — масова страта 35 єврейських жителів Пінська, проведена 5 квітня 1919 польськими військами. Польський командувач «прагнув залякати єврейське населення», заявивши, що двоє солдатів-євреїв попередили його про можливе повстання більшовиків. Подія сталася на початковому етапі радянсько-польської війни після того, як польська армія захопила Пінськ. Страчені євреї були заарештовані після зборів у сіоністському центрі, на яких обговорювався розподіл американської гуманітарної допомоги: поляки назвали ці збори «незаконними». Уповноважений польський офіцер наказав страчувати заарештованих без суду, побоюючись нападу і отримавши інформацію про мету зборів, засновану на чутках. Його рішення було схвалено високопосадовцями польських офіцерів, але піддалося широкій критиці з боку міжнародної громадськості.

## Масова страта
Битва за Пінськ була виграна генералом Антонієм Лісовським, командувачем польської армії в Підляському воєводстві. Місто було захоплене з великими людськими втратами 35-м піхотним полком, під командуванням майора Олександра Нарбут-Лучинського, який змусив більшовиків відступити на інший берег річки. Однак, до свого відходу, більшовики організували з місцевих селян та молодих єврейських комуністів невеликий, але боєздатний загін народного ополчення, члени якого продовжили опір полякам.
У Пінську було створено тимчасову громадянську адміністрацію, але тривали військові дії. Були випадки, коли польських солдатів вистежували та вбивали. 5 квітня 1919 року сімдесят п'ять єврейських жителів міста зустрілися в місцевому сіоністському центрі, щоб, за свідченням очевидців, обговорити розподіл американської гуманітарної допомоги. На той час громадські збори були заборонені, оскільки все ще відбувалися перестрілки, а саме місто нещодавно перебувало під контролем більшовиків. Коли майор Нарбут-Лучинський дізнався, що збори були більшовицькими, він спочатку наказав заарештувати організаторів зборів. Уночі напередодні події двоє солдатів-євреїв, Даніель Козак та Мотель Колкер, повідомили, що їм пропонували хабар, щоб вони в місцевій синагозі долучилися до більшовицької змови. Комендант міста, побоюючись повстання, про яке не мав відомостей, наказав розстріляти заручників. Протягом години тридцять п'ять затриманих було приведено до стін місцевого кафедрального собору, де страчено розстрільним загоном, що складався з польських солдатів. Стверджувалося, що деякі чоловіки та жінки були роздягнуті та побиті.
За словами історика Нормана Дейвіса, страта проводилася з метою залякування тих, хто планував подальші заворушення. Девіс зазначає, що точний характер зустрічі ніколи не з'ясовувався, і вона описується по-різному: як збори комітету з розподілу гуманітарної допомоги, більшовицького осередку чи місцевого кооперативу.

## Початкові повідомлення
Початкові повідомлення про різанину, у яких повторювалися твердження про те, що жертви були змовниками-більшовиками, були засновані на свідченнях американського слідчого, д-ра Франтішка (Френсіса) Фрончака, колишнього уповноваженого відділу охорони здоров'я в Баффало. Фрончак став членом Польського національного комітету в Парижі, де він керував Відділом громадського добробуту організації, допомагаючи тисячам біженців. Він прибув до Європи у травні 1918 року з дозволу Державного департаменту. Повернувшись додому, він був керівником Національного польського департаменту Америки, великої організації польсько-американських емігрантів. Після прибуття він представився місцевій владі як підполковник місії Американського Червоного хреста, спрямованого для вивчення умов у місцевих лікарнях. Не будучи очевидцем, Фрончак прийняв твердження Лучинського про те, що збори з розподілу гуманітарної допомоги насправді були збіговиськом більшовиків, здійсненими для отримання зброї та знищення невеликого польського гарнізону в Пінську. Сам він стверджував, що, коли підійшли польські війська, він чув постріли із зали для єврейських зборів. Він також стверджував, що почув зізнання від смертельно пораненого єврея, коли прибув на міську площу, де відбувалася страта. Початкові телеграми про масові вбивства та польські військові звіти, що обіляли польську військову владу від будь-яких правопорушень і засуджували єврейських жертв, були засновані головним чином на свідченнях Фрончака.
Версія подій, на яку посилається польський сейм, заснована на доповіді Барнета Цукермана, представника Американського єврейського об'єднаного розподільчого комітету, який опитав тих, хто вижив у день різанини. Тоді він відповідав за постачання надзвичайної допомоги комітету і вів переговори про те, як правильно її розподілити. Замість того, щоб особисто розслідувати це питання, він, як тільки дізнався про те, що сталося, вирушив із Берестя до Варшави, де опублікував свою версію подій під назвою «Різанина безневинних цивільних осіб».
Незважаючи на спроби польської влади приховати цю історію, повідомлення про інцидент у міжнародній пресі викликали скандал, який міг мати серйозні наслідки. .

## Реакція на події

### У польській армії
Польський командувач генерал Антоній Листовський заявив, що це були збори більшовиків, і що єврейське населення напало на польські війська. Загальна напруженість військової кампанії була висунута як виправдання злочину. У своєму наказі населенню Пінська від 7 квітня 1919 року, тобто через два дні після трагічних подій, Лісовський виправдовував бійню, оскільки «євреї міста були винні у злочині кричущої невдячності».
Польські військові відмовилися надати слідчим доступ до документів, а офіцери та солдати не були покарані. Майор Лучинський не був звинувачений у жодних провинах і був зрештою переведений і отримав звання полковника (1919) та генерала (1924) польської армії. Події були піддані критиці в сеймі, але представники польської армії заперечували будь-які правопорушення.

### Міжнародна реакція
У західній пресі на той час різанину називали польським погромом у Пінську, і вона привернула увагу громадськості. За запитом польської влади до президента Вільсона, в Польщу було направлено американську комісію для розслідування характеру передбачуваних злочинів. Комісія, очолювана єврейсько-американським дипломатом Генрі Моргенто-старшим, опублікувала 3 жовтня 1919 Доповідь Моргенто. Згідно з висновками цієї комісії, унаслідок цього та пов'язаних із ним інцидентів загинули загалом близько 300 євреїв. Комісія також піддала різкій критиці дії майора Лучинського та його командування через розслідування подій у Пінську. Водночас інша комісія визначила, що причину цих подій не можна віднести до антисемітизму, а представник США лейтенант Фостер заявив, що дії майора Лучинського були виправдані обставинами.

Моргенто пізніше розповів про різанину в автобіографії, де він написав:

Кто были эти тридцать пять жертв? Они были лидерами местной еврейской общины, духовными и моральными лидерами 5000 евреев в городе, восемьдесят пять процентов которого были евреями. Они были организаторами благотворительных организаций, директорами больниц, друзьями бедных. И всё же, для этого невероятно жестокого и ещё более невероятно глупого офицера, который приказал их казнить, они были всего лишь какими-то евреями

### Пам'ять
У 1926 році емігрантами з Пінська в Підмандатну Палестину на згадку про жертв Пінської різанини було засновано кібуц Геват (Гват).

## Полеміка
Англійський історик Норман Дейвіс поставив під сумнів питання, чи були збори явно дозволені, і зазначає, що «характер незаконних зборів, які по-різному описуються як більшовицький осередок, збори місцевого кооперативу або збори місцевого комітету з розподілу гуманітарної допомоги, ніколи не було з'ясовано». Американський історик Річард Лукас описав Пінську різанину як «страту тридцяти п'яти більшовицьких злочинців … виправдану в очах американського слідчого», водночас як Девід Енгель зазначив, що доповідь Моргенто, короткий виклад американського розслідування в Пінську та інших масових вбивств Генрі Моргенто, суперечить повідомленням Девіса та Лукаса. Моргенто у своєму звіті з приводу подій у Пінську зазначає, що щодо тверджень польської влади про те, що ці збори були більшовицькою здибанкою:

Мы убеждены, что на этой встрече не было упомянуто никаких аргументов большевистского характера. Хотя признаётся, что некоторые сведения о большевистской деятельности в Пинске были сообщены двумя еврейскими солдатами, мы убеждены, что майор Лучинский, комендант города, проявил предосудительную и легкомысленную готовность верить в такие непроверенные утверждения и на этой недостаточной основе принял непростительно решительные действия против уважаемых граждан, чей лояльный характер мог был немедленно установлен путём консультации с любым известным жителем-неевреем.

У доповіді також вказувалося, що офіційні заяви генерала Антонія Листовського, командувача польського угрупування, про те, що польські війська зазнали нападу з боку євреїв, «позбавлені підстави».
У будь-якому випадку Дейвіс дійшов висновку, що «[ця тема] добре підходила для сенсаційних заголовків … публічність погано позначилася на польській армії [і] підтвердила популярну у всьому світі ідею про те, що всі польські солдати є антисемітами, а всі більшовики — євреями».